# Ryan Sims
Ryan O'Neal Sims (Spartanburg, 4 maggio 1980) è un ex giocatore di football americano statunitense che ha militato nel ruolo di defensive tackle nella National Football League (NFL).

## Carriera

### Kansas City Chiefs
Al college Sims giocò a football a North Carolina, venendo premiato come All-American. Nel Draft NFL 2002 fu selezionato come sesto assoluto dai Kansas City Chiefs. Vi giocò fino al 2006, disputando 74 partite con 54 tackle, 5 sack e un intercetto. Nel 2006 Herm Edwards divenne il capo-allenatore della squadra e vide i minuti in campo ridursi. È considerato una delle peggiori scelte del draft della storia dei Chiefs.

### Tampa Bay Buccaneers
Sims fu scambiato con i Tampa Bay Buccaneers il 1º maggio 2007 per una scelta del settimo giro del Draft NFL 2009. Il 19 febbraio 2009 firmò un nuovo contratto quadriennale da 18 milioni di dollari con la squadra. Il 23 novembre 2010 fu svincolato.

### Seattle Seahawks
Sims firmò con i Seattle Seahawks il 31 luglio 2011 ma fu svincolato il 20 agosto, non giocando più nella NFL.